# Station Sierakowice Skierniewickie
Station Sierakowice Skierniewickie is een spoorwegstation in de Poolse plaats Sierakowice Lewe.
0: Skierniewice ·
4: Mokra ·
8: Sierakowice Skierniewickie ·
11: Bełchów ·
15: Bobrowniki ·
21: Łowicz Główny